# Mekarluyu
Mekarluyu is een bestuurslaag in het regentschap Garut van de provincie West-Java, Indonesië. Mekarluyu telt 4973 inwoners (volkstelling 2010).